# Bisbat de Fossano
El bisbat de Fossano (italià: bisbat de Fossano; llatí: Dioecesis Fossanensis) és una seu de l'Església catòlica, sufragània de l'arquebisbat de Torí, que pertany a la regió eclesiàstica Piemont. El 2006 tenia 39.400 batejats d'un total de 40.100 habitants. Actualment està regida pel bisbe Giuseppe Cavallotto.

## Territori
La diòcesi comprèn els municipis de Fossano, Genola, Cervere, Salmour, Centallo, Villafalletto, Vottignasco i part de Savigliano (Tetti Roccia Levaldigi). Limita al nord amb l'arquebisbat de Torí, a l'est amb el bisbat d'Alba i el de Mondovì, al sud amb el de Cuneo i a l'oest amb el de Saluzzo.
La seu episcopal es troba a la ciutat de Fossano, on es troba la catedral de San Juvenal.
El territori està dividit en 33 parròquies.

## Història
La diòcesi va ser erigida el 15 d'abril de 1592, mitjançant la butlla Cum Principatus Pedemontium del Papa Climent VIII, a instàncies del duc de Savoia Carles Manuel I; el mateix dia el Papa es dirigí als fidels i al poble de Fossano mitjançant la carta Hodie ex certis, amb la qual anunciava l'erecció de la nova diòcesi i el territori que se li adjudicava, a partir de territori de l'arquebisbat de Torí i de quatre localitats del bisbat d'Asti.
El palau episcopal és obra del bisbe Maurizio Bertone, mentre que Carlo Giuseppe Morozzo va fer erigir la nova catedral.
Durant el període napoleònic la diòcesi va ser suprimida l'1 de juny de 1803, i el seu territori tornà a formar de l'arquebisbat de Torí. Va ser restablerta pel Papa Pius VII el 17 de juliol de 1817 mitjançant la butlla Beati Petri.
L'1 de febrer de 1999 va quedar unida in persona episcopi al bisbat de Cuneo, tot i que mantenint la seva pròpia autonomia administrativa.

## Cronologia episcopal
- Camillo Daddeo † (15 d'abril de 1592 - 24 de setembre de 1600 mort)
- Pedro de León † (4 de març de 1602 - inicis de maig de 1606 mort)
- Tommaso Piolatto (Biolato), C.R.L. † (inicis de maig de 1606 - 14 de novembre de 1620 mort)
- Agostino (Agaffino) Solaro di Moretta † (29 de març de 1621 - 1625 nomenat bisbe de Saluzzo)
- Federico Sandri-Trotti † (20 de desembre de 1627 - 3 de novembre de 1646 mort)
- Nicola Dalmatico, O.S.A. † (23 de novembre de 1648 - 20 d'abril de 1653 mort)
- Clemente Ascanio Sandri-Trotti † (8 de juliol de 1658 - 20 d'abril de 1675 mort)
- Ottaviano della Rovere, B. † (17 de juny de 1675 - 10 d'octubre de 1677 mort)
- Maurizio Bertone, C.R.S. † (28 de març de 1678 - 27 de novembre de 1701 mort)
  - Sede vacante (1701-1727)
- Cristoforo Lorenzo Baratta † (26 de novembre de 1727 - 20 de juliol de 1740 mort)
- Giambattista Pensa † (17 d'abril de 1741 - 1 de juny de 1754 mort)
- Filippo Mazzetti † (17 de febrer de 1755 - 3 de març de 1761 mort)
- Carlo Giuseppe Morozzo † (19 d'abril de 1762 - 18 de novembre de 1800 mort)
  - Sede vacante (1800-1803)
  - Sede suprimida (1803-1817)
  - Sede vacante (1817-1821)
- Luigi Fransoni † (13 d'agost de 1821 - 24 de febrer de 1832 nomenat administrador apostòlic i després arquebisbe de Torí)
  - Sede vacante (1832-1836)
- Ferdinando Bruno di Tornaforte † (1 de febrer de 1836 - 27 de setembre de 1848 mort)
- Carlo Giacinto Luigi Maria Fantini † (28 de setembre de 1849 - 28 d'agost de 1852 mort)
  - Sede vacante (1852-1871)
- Emiliano Manacorda † (24 de novembre de 1871 - 29 de juliol de 1909 mort)
- Giosuè Signori † (26 d'abril de 1910 - 23 de desembre de 1918 nomenat bisbe d'Alessandria)
- Quirico Travaini † (16 de gener de 1919 - 19 de març de 1934 mort)
- Angelo Soracco † (12 de desembre de 1934 - 11 de març de 1943 mort)
- Dionisio Borra † (30 d'abril de 1943 - 2 de setembre de 1963 jubilat)
- Giovanni Francesco Dadone † (17 de setembre de 1963 - 29 d'octubre de 1980 mort)
- Severino Poletto (29 d'octubre de 1980 - 16 de març de 1989 nomenat bisbe d'Asti)
  - Sede vacante (1989-1992)
  - Natalino Pescarolo † (7 d'abril de 1990 - 4 de maig de 1992 nomenat bisbe) (administrador apostòlic)
- Natalino Pescarolo † (4 de maig de 1992 - 24 d'agost de 2005 jubilat)
- Giuseppe Cavallotto, des del 24 d'agost de 2005

## Estadístiques
A finals del 2006, la diòcesi tenia 39.400 batejats sobre una població de 40.100 persones, equivalent al 98,3% del total.
| any  | població | població | població | sacerdots | sacerdots       | sacerdots       | sacerdots             | diaques | religiosos | religiosos | parroquies |
| ---- | -------- | -------- | -------- | --------- | --------------- | --------------- | --------------------- | ------- | ---------- | ---------- | ---------- |
| any  | batejats | total    | %        | total     | clergat secular | clergat regular | batejats por sacerdot | diaques | homes      | dones      |            |
| 1950 | 39.191   | 39.400   | 99,5     | 18        | 8               | 10              | 2.177                 |         | 17         | 210        | 30         |
| 1970 | 35.250   | 35.250   | 100,0    | 86        | 72              | 14              | 409                   |         | 21         | 135        | 32         |
| 1980 | 36.670   | 36.685   | 100,0    | 80        | 67              | 13              | 458                   | 1       | 21         | 84         | 32         |
| 1990 | 39.400   | 39.600   | 99,5     | 75        | 58              | 17              | 525                   |         | 22         | 65         | 33         |
| 1999 | 39.900   | 40.300   | 99,0     | 64        | 47              | 17              | 623                   |         | 19         | 28         | 33         |
| 2000 | 39.900   | 40.300   | 99,0     | 61        | 44              | 17              | 654                   |         | 19         | 28         | 33         |
| 2001 | 39.540   | 40.100   | 98,6     | 61        | 43              | 18              | 648                   |         | 23         | 27         | 33         |
| 2002 | 39.520   | 40.100   | 98,6     | 61        | 43              | 18              | 647                   |         | 25         | 26         | 33         |
| 2003 | 39.320   | 40.100   | 98,1     | 64        | 46              | 18              | 614                   |         | 25         | 24         | 33         |
| 2004 | 39.350   | 40.100   | 98,1     | 58        | 43              | 15              | 678                   |         | 22         | 20         | 33         |
| 2006 | 39.400   | 40.100   | 98,3     | 55        | 40              | 15              | 716                   |         | 26         | 19         | 33         |